# Staatstheater Meiningen

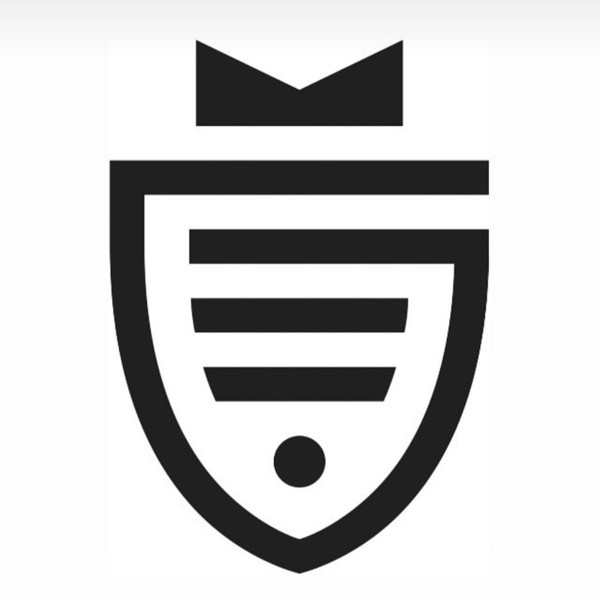
Logo des Staatstheaters ab 2021

Das Staatstheater Meiningen ist ein Vier-Sparten-Theater in der südthüringischen Kreisstadt Meiningen. Das Theater trug bis April 2017 den Namen „Das Meininger Theater – Südthüringisches Staatstheater“ und danach bis 2021 den Namen „Meininger Staatstheater“. Seit Beginn der Spielzeit 2021/2022 lautet die offizielle Bezeichnung „Staatstheater Meiningen“. Umgangssprachlich nennt man das Theater oft Meininger Theater. Das heutige Gebäude wurde 1909 im Stil des Neoklassizismus eröffnet.
Das Ensemble des Theaters bietet Musiktheater, Schauspiel, Konzert und Puppentheater. Dem Theater angeschlossen ist des Weiteren die Meininger Hofkapelle. Die traditionsreiche Bühne wird unter dem Dach der Kulturstiftung Meiningen-Eisenach vom Land Thüringen, der Stadt Meiningen und dem Landkreis Schmalkalden-Meiningen gemeinsam getragen.
Das Haus ist die Wiege des bis heute praktizierten modernen Regietheaters. Ende des 19. Jahrhunderts hatte es als Meininger Hoftheater des Herzogtums Sachsen-Meiningen diese tiefgreifende Theaterreform mit zahlreichen Gastspielen in ganz Europa bekannt gemacht. Diese Tradition und weitere Blütezeiten ließen das Meininger Theater zu einer nicht nur in Thüringen bedeutenden Bühne werden und sichern ihm bis heute eine Sonderstellung in der Theaterwelt. Dies prägt weiterhin das Selbstverständnis der Stadt Meiningen als Theaterstadt.

## Theaterbetrieb

### Leitung
Das Staatstheater Meiningen wird seit der Spielzeit 2021/2022 von Jens Neundorff von Enzberg (Intendant) geleitet, der zugleich Operndirektor des Hauses ist. Weitere künstlerische Vorstände sind: Frank Behnke (Schauspieldirektor), Kora Tscherning (Puppentheaterdirektorin), Killian Farrell (Generalmusikdirektor), Gabriela Gillert (Leitung Junges Theater und Leitung Bürgerbühne), Alexander John und Susanne Tenner-Ketzer (beide Leitung Junge Musik) sowie Roman David Rothenaicher (Chordirektor). Kommissarische Verwaltungsdirektorin ist aktuell Andrea Stenzel, der Technische Direktor ist Christoph Masur.

### Sparten
Die vier Sparten des Staatstheaters Meiningen sind:
- Musiktheater mit Opernchor
- Konzert, bespielt von der Meininger Hofkapelle
- Schauspiel
- Junges Staatstheater (ab 2021) mit Meininger Puppentheater, Jungem Schauspiel, Junger Musik

Das Angebot wird von Ballett-Aufführungen des Landestheaters Eisenach ergänzt.
Zum Staatstheater gehören weiterhin:
- der Extrachor mit rund 30 Mitgliedern
- Statisterie des Staatstheaters Meiningen
- die 2014 entstandene „Bürgerbühne Meiningen“

### Spielstätten
- Großes Haus mit 726 Plätzen (Musiktheater, Schauspiel, Konzert, Ballett)
- Kammerspiele mit 162 Plätzen (Puppentheater, Kammeropern, Schauspiele, Revue und Ballett)
- Foyer im Großen Haus (Foyerkonzerte, Lesungen und Matineen)
- Rautenkranz (Junges Staatstheater mit den Sparten Junges Theater, Puppentheater, Junge Musik), ab der Spielzeit 2021/22
- Wartburg Eisenach

## Geschichte

### Anfänge

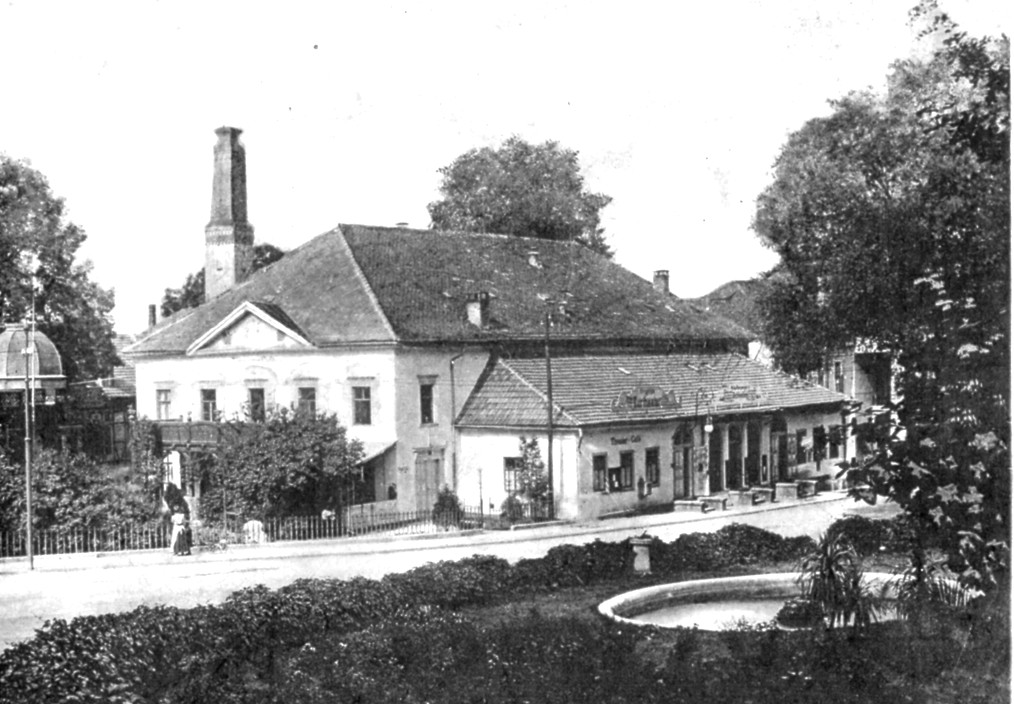
Kurtheater Comödienhaus Bad Liebenstein um 1900

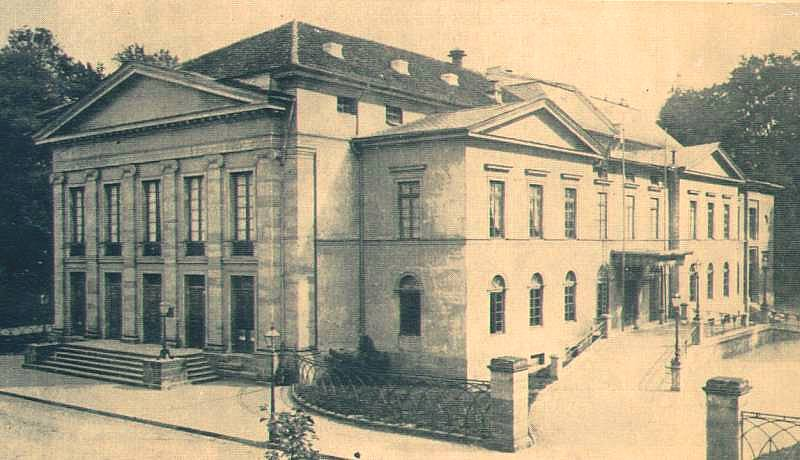
Das Meininger Hoftheater von 1831 bis 1908

Die erste dauerhafte Theaterspielstätte in Meiningen befand sich im „Riesensaal“ des Schlosses Elisabethenburg, die am 5. Juni 1776 mit dem Trauerspiel „Die Gunst des Fürsten“ von Christian Heinrich Schmidt eröffnet wurde. Die Bühne maß 15 m in der Breite und 11 m in der Tiefe. Der Zuschauerraum war bereits in Parkett, Parterre und einen Rang unterteilt. Bespielt wurde das Theater bis zur Eröffnung des neuen Hoftheaters anfänglich vom Herzoglichen Liebhabertheater, das der Herzog Karl von Sachsen-Meiningen 1774 gründete. Zwischen 1776 und 1780 wurden unter anderem Das Kaffeehaus oder die Schottländerin von Voltaire, Der Hausvater von Denis Diderot und Julius von Tarent von Johann Anton Leisewitz aufgeführt. Anschließend zeigten dort eine bürgerliche Laientheatergesellschaft sowie Wanderschauspieltruppen ihre Darbietungen.
Ab Juni 1801 stand im Herzogtum Sachsen-Meiningen das kleine Kurtheater Comödienhaus in Bad Liebenstein mit 344 Plätzen zur Verfügung, dessen Errichtung Herzog Georg I. veranlasste. 1820 beschloss das Meininger Herzoghaus den Neubau eines Hoftheaters in Meiningen. Der Baubeginn verzögerte sich auf Grund finanzieller Engpässe und der Neuordnung des Herzogtums im Jahr 1826 auf das Jahr 1829. Unter Herzog Bernhard II. entstand nach Plänen des Braunschweiger Hofbaurats Carl Theodor Ottmer und unter Leitung von Hofbaurat August Wilhelm Döbner ein für diese Zeit modernes und großes Gebäude mit 600 Sitz- und 160 Stehplätzen im klassizistischen Stil. Als Hauptfinanzier gilt die Prinzessin Adelheid von Sachsen-Meiningen, der späteren Queen Adelaide von England, die mit 25.000 meißnischen Gulden rund ein Drittel der Kosten übernahm. Insgesamt verschlang das Bauwerk 70.000 Gulden.
Am 17. Dezember 1831 fand die Eröffnung des Meininger Hoftheaters mit der Oper Fra Diavolo von Daniel-François-Esprit Auber statt. In den ersten Jahren wurden die Spielzeiten unter Einbeziehung der Meininger Hofkapelle von Theatergesellschaften bestritten, die für ein oder mehrere Jahre verpflichtet wurden. 1860 bekam das Hoftheater ein eigenes Ensemble in den Sparten Schauspiel und Oper. Zum ersten Intendanten wurde Karl Freiherr von Stein berufen. Das noch junge Ensemble brachte 1865 in einer Uraufführung das Stück „Frau Lucrezia“ vom späteren Literatur-Nobelpreisträger Paul Heyse auf die Bühne.

### Theaterherzog
Erbprinz Georg, der spätere Herzog Georg II., erfuhr eine langjährige umfangreiche Kunstausbildung und begann noch zur Regierungszeit seines Vaters Bernhard II. großen Einfluss auf die Theaterarbeit zu nehmen. Sein Hauptinteresse galt dem Schauspiel, insbesondere den Dramen von Shakespeare, Schiller, Kleist, Molière, Goethe und Lessing. Unzufrieden mit den damals üblichen, wenig authentischen Aufführungen aller deutschen, ja europäischen Theater, entwarf das künstlerische Multitalent eigenhändig historisch korrekte Kostüme, Bühnenbilder und Requisiten und begann, die Stücke werkgetreu und in hoher Perfektion aufführen zu lassen.

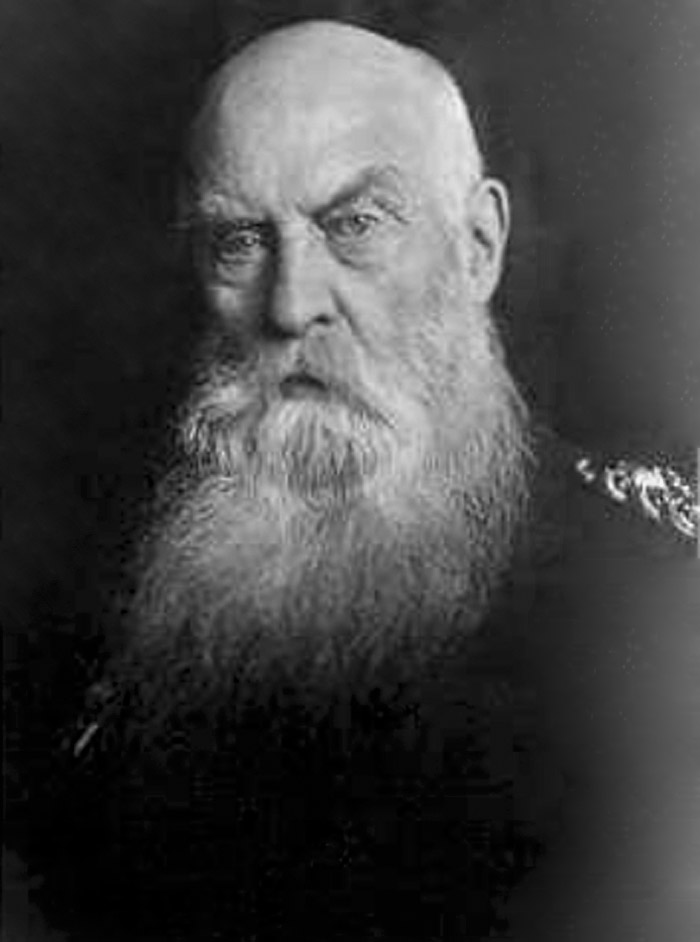
Georg II.

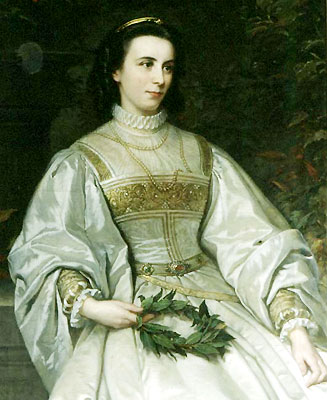
Ellen Franz, 1870. Gemälde von Oscar Begas

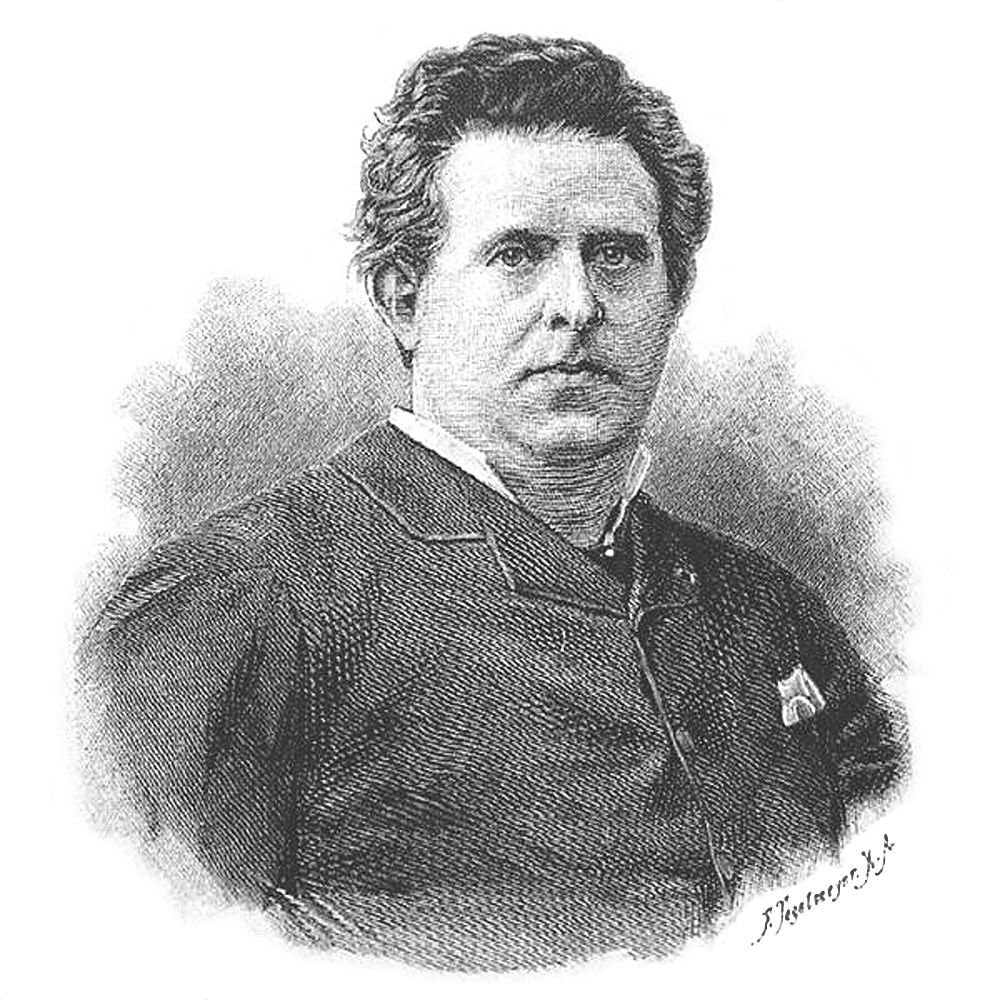
Ludwig Chronegk

Nach seinem Regierungsantritt 1866 übernahm Georg II. die künstlerische Leitung des Theaters, löste das Opernensemble auf und konzentrierte die Kräfte des Hauses auf das Schauspiel. Der Herzog führte demokratische Methoden in der Regiearbeit ein, bei denen mit den wichtigsten Schauspielern Besprechungen zum Repertoire und über Probleme der Theaterarbeit geführt wurden. Daraufhin wurde er – anfangs eher spöttisch gemeint, dann voll Anerkennung – als „Theaterherzog“ bekannt. Um den Aufführungen noch mehr Profil zu geben, engagierte er 1867 den bekannten Shakespeare-Übersetzer Friedrich von Bodenstedt als Intendanten. Dieser konnte die Schauspielerin Ellen Franz für das Hoftheater gewinnen, die entscheidende Impulse in die Theaterarbeit brachte. Nach anfänglichen Erfolgen scheiterte die Zusammenarbeit mit von Bodenstedt wegen Meinungsverschiedenheiten bei der Regiearbeit. Daraufhin ernannte Georg II. 1869 Karl Grabowsky zum neuen Intendanten und den einflussreichen Schauspieler Ludwig Chronegk zum Oberregisseur. Im gleichen Jahr inszenierten beide in deutschen Erstaufführungen die Stücke „Halte-Hulda“ und „König Sigurd“ des Norwegers Bjørnstjerne Bjørnson.

### Die Theaterreform
Die Reform der Regiearbeit und des Inszenierungsstils war kein einmalig geplanter Akt, sondern ein allmählicher Prozess, der hauptsächlich zwischen 1866 und 1874 stattfand und durch die rasante politische, gesellschaftliche, künstlerische und technische Entwicklung Ende des 19. Jahrhunderts überfällig war. Es war einem Herzog vorbehalten, der neben großen künstlerischen Talenten, einer großen Liebe zum Theater und einer gesellschaftlichen Aufgeklärtheit die notwendigen finanziellen und politischen Mittel und ein leistungsstarkes Theaterensemble besaß, diese Reform durchzuführen.
Herzog Georg II. und Chronegk führten jetzt gemeinsam Regie. Sie bauten die Zusammenarbeit mit dem Coburger Theatermaler Max Brückner aus, um die Bühnenprospekte so weit zu verbessern, bis diese eine nahezu perfekte Illusion der Wirklichkeit auf der Bühne hervorriefen. Weiterhin arbeiteten sie mit Theaterspezialisten wie Ernst von Possart oder dem Literaturprofessor Karl Werder zusammen, um richtungsweisende Mustervorstellungen zu schaffen. Um die Leistung des Ensembles weiter zu steigern, wurden herausragende Darsteller engagiert. Dazu gehörten Karl August Devrient und Ludwig Dessoir. Die sich einstellenden Erfolge ließen die Theaterwelt aufhorchen, die Shakespeare-Gesellschaft und Rezensenten großer Zeitungen wurden auf das Hoftheater aufmerksam.
Bald entstand die Idee eines Gastspiels in Berlin. Der 1870 ausgebrochene Deutsch-Französische Krieg verhinderte zunächst dieses Vorhaben. 1873 heiratete Georg II. die Schauspielerin Ellen Franz, die von da an den Namen Helene Freifrau von Heldburg trug. Sie leistete am Theater die Hauptarbeit auf dem Gebiet der Dramaturgie, bei Engagements- und Besetzungsentscheidungen sowie bei der Ausbildung und Erziehung junger Eleven.

### Meininger Prinzipien
Georg II., seine Frau Helene und Chronegk erarbeiteten seit 1866 eine Reihe von Positionen und Neuerungen, die man die Meininger Prinzipien nannte und auf die sich die Theaterreform stützte.
Diese Prinzipien folgten dem Kunstideal, Theater historisch getreu und stilvoll vorzuführen. Dazu gehörten eine absolute Werktreue und eine Priorität in der Ensemblebildung und der Massenregie. Dieser hatte sich jeder Darsteller unterzuordnen, der nach einer Hauptrolle auch als Statist oder Chormitglied mitwirken muss. Selbst kleinste Rollen mussten mit äußerster Präzision gespielt werden. Starallüren wurden rigoros unterbunden. Eine Neuerung waren weiterhin die eindrucksvollen, bis ins kleinste Detail durchdachten Massenszenen, die es bis dahin auf keiner Theaterbühne gab. Das Bühnenbild sollte stets historisch korrekt und asymmetrisch gestaltet sein und die Hauptakteure durften nie lange im Zentrum der Bühne verweilen.
Die Meininger Prinzipien wurden während der Gastspielzeit von vielen anderen Bühnen übernommen. Herausragende Theaterexperten, Regisseure und später auch Filmemacher wie Stanislawski, Max Reinhardt, Elia Kazan, Lee Strasberg, Erich Ziegel und Otto Brahm studierten die Meininger Aufführungen und griffen bei ihrer Arbeit für Theater und Film auf diese Prinzipien zurück.

### Die Meininger auf Reisen
Mit großem Erfolg trat schließlich am 1. Mai 1874 das Ensemble des Meininger Hoftheaters zum ersten Gastspiel in Berlin mit Julius Cäsar von Shakespeare auf. Es folgte eine beispiellose 16-jährige Tourneetätigkeit mit 81 Gastspielen in 38 Städten Europas mit 2591 Aufführungen, darunter in London, Wien, Stockholm, Moskau, Sankt Petersburg und Amsterdam. Auf diesen Reisen führte das Ensemble unter ihrem neuen Intendanten Ludwig Chronegk insgesamt 41 Werke auf, insbesondere von Shakespeare und Schiller. Bald nannten die Zeitungen und die Theaterwelt das Ensemble des Hoftheaters nur noch die Meininger.
Aus 70 bis 80 Teilnehmern bestanden die Theaterreisegruppen. Sie führten 15 bis 20 Waggons mit Dekorationen, Requisiten und Kostüme bei sich. Aufsehen bei den Gastspielen erregten die prächtigen, historisch authentischen Kostüme und die aufwändigen, eine neue Stimmung verbreitenden Kulissen. Heute kann man einen Teil dieser Kulissen in einer originalgetreuen Präsentation im Meininger Theatermuseum besichtigen. Eine Reihe von jungen und später berühmten Schauspielern begann während der Reisezeit ihre Karriere und erfuhren zu dieser Zeit eine exzellente Ausbildung, darunter Josef Kainz. Die Gastspiele endeten am 1. Juli 1890 mit der Aufführung von Was ihr wollt von Shakespeare in Odessa.
Auf Grund von guten privaten Kontakten zwischen dem Herzogspaar und den Autoren gab es während der Reisezeit am Meininger Hoftheater trotz politischer Widerstände Theaterstück-Aufführungen von Bjørnstjerne Bjørnson, Henrik Ibsen, Ernst von Wildenbruch und Paul Heyse. So erfuhren 1876 „Die Kronprätendenten“ und 1886 die Gespenster von Henrik Ibsen im Beisein des Autors ihre deutsche Erstaufführung, eine Uraufführung fand 1881 mit dem Stück „Die Karolinger“ von Ernst von Wildenbruch statt.

### 1890 bis 1920

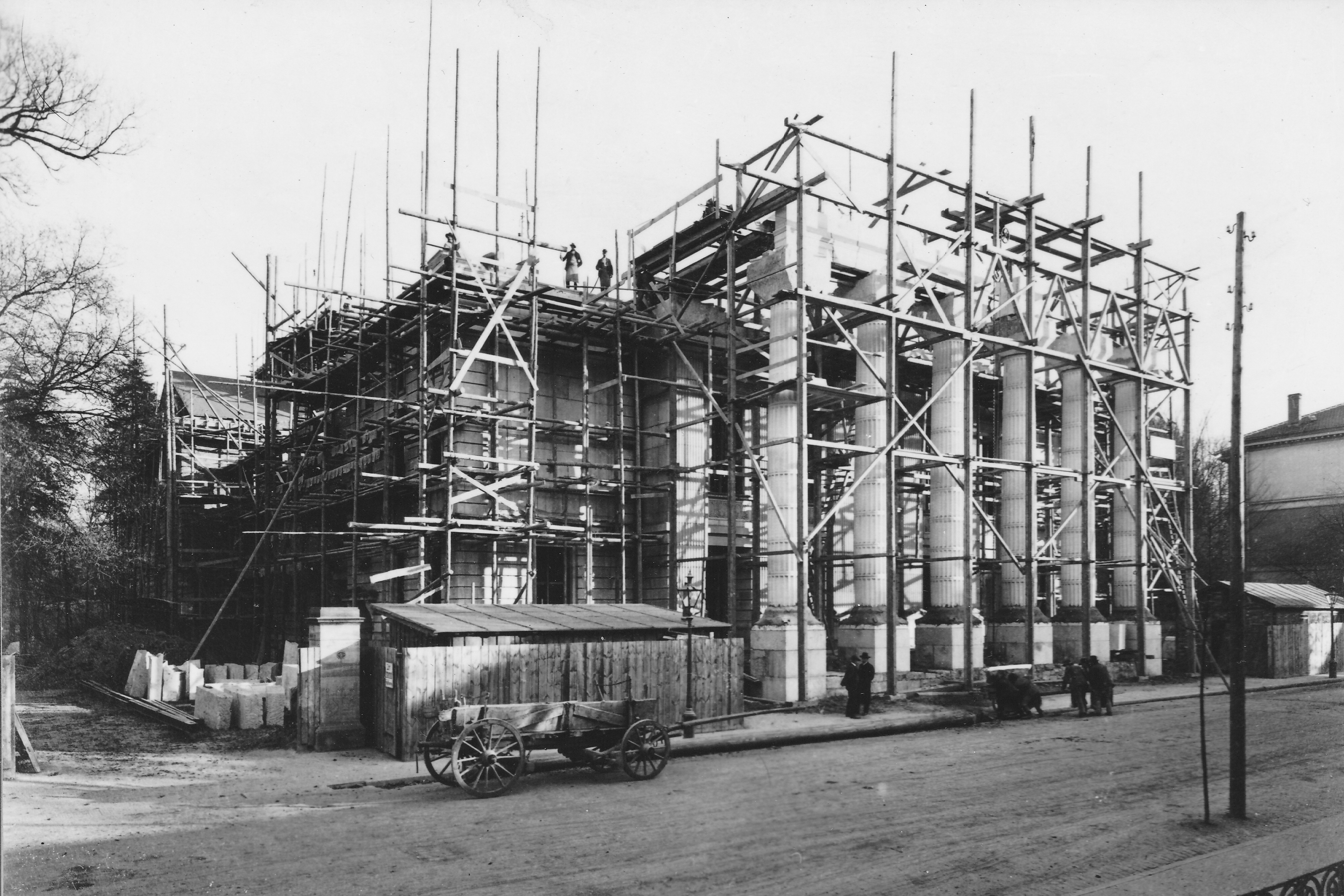
Bauphase des neuen Theatergebäudes Anfang 1909

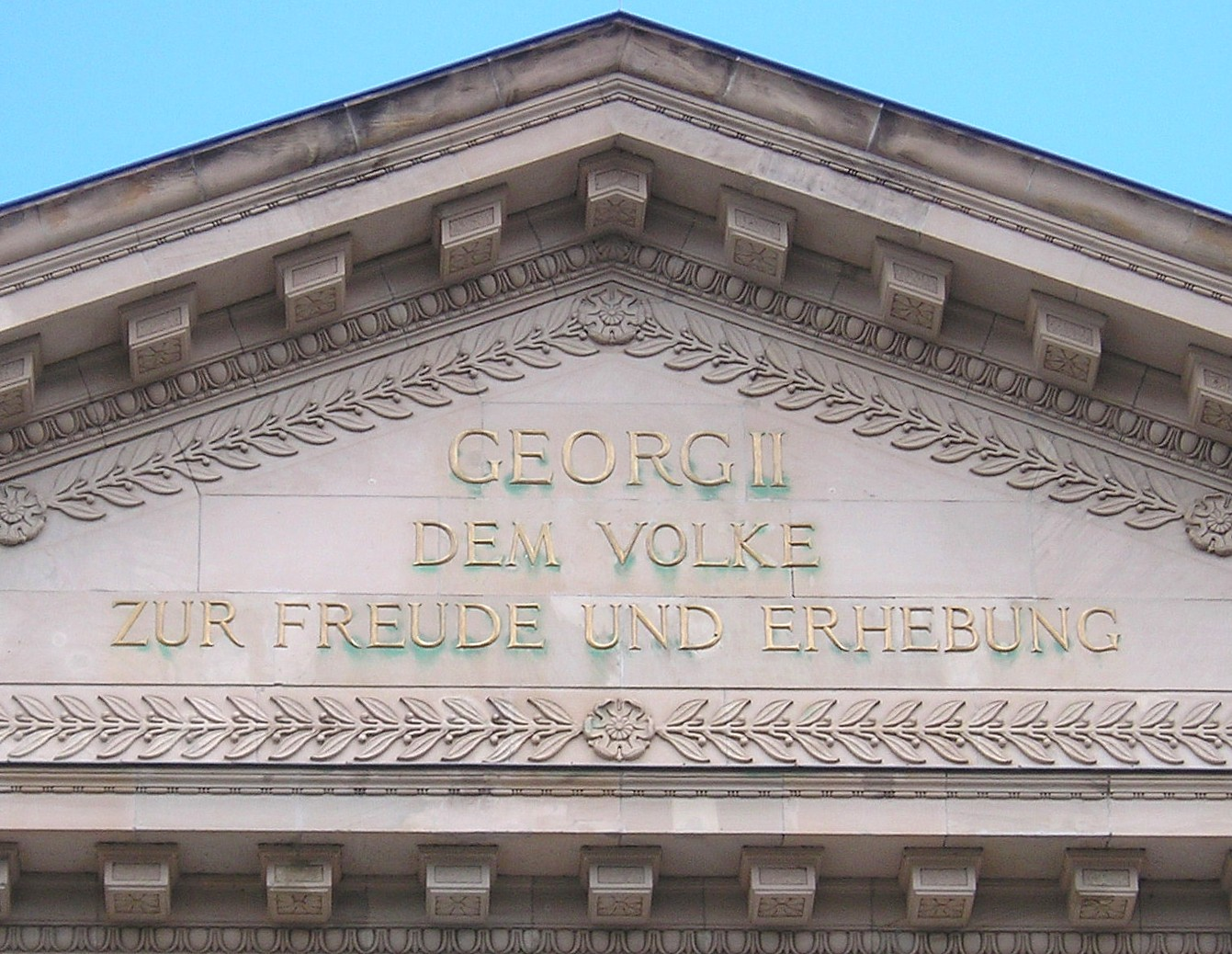
Diese Inschrift am Giebel zeugt von der großen Volksnähe von Herzog Georg II.

Nach der Reisezeit wurde das Ensemble verkleinert und der Herzog ließ wieder Opern aufführen. Die Qualität der Theaterstücke blieb weiterhin auf einem hohen Niveau. Viele bekannte Schauspieler wie Gertrud Eysoldt und Hermann Thimig waren zu dieser Zeit engagiert.
Eng verbunden mit dem Hoftheater war stets die Meininger Hofkapelle, die ihrerseits zwischen 1880 und 1914 mit Bülow, Strauss, Berger und Reger große Erfolge in vielen europäischen Konzerthallen feiern konnte.
Am 5. März 1908 brannte das Theatergebäude bis auf die Grundmauern nieder. Bereits am 17. Dezember 1909 konnte das neue neoklassizistische Hoftheater mit Wallensteins Lager von Schiller in Anwesenheit bedeutender Generalintendanten und weiterer Prominenz aus Kultur und Wirtschaft aus ganz Deutschland eingeweiht werden. Architekt war Hofbaurat Karl Behlert. Das neue Haus besaß jetzt 740 Plätze und eine Rundhorizontbühne. Intendant wurde Max Grube, der bis zum Anfang des Ersten Weltkrieges noch mal eine Qualitätssteigerung des Ensembles erreichte.
Am 25. Juni 1914 starb Georg II. im hohen Alter von 88 Jahren. Die Meininger konnten nur mit großer Mühe und starken Protesten verhindern, dass sein Nachfolger Herzog Bernhard III. nach dem Ausbruch des Ersten Weltkrieges das Theater und die Hofkapelle aus Kostengründen auflöste. Nachdem der Herzog am 10. November 1918 abdanken musste und das Herzogtum in einen Freistaat umgewandelt wurde, firmierte das Theater zunächst als Hof- und Landestheater im Freistaat Sachsen-Meiningen, ehe es ab 1921 als Landestheater vom neugebildeten Land Thüringen und der Stadt Meiningen getragen wurde. Der Hofkapelle gab man den neuen Namen Landeskapelle Meiningen.

### Expressionismus
Das Ende des Kaiserreichs bewirkte einen großen Umbruch und Erneuerung der Kunst. Diese hielt dank des fortschrittlich denkenden Intendanten Franz Ulbrich auch sehr bald in Meiningen Einzug. Dies brachte unter anderem die deutsche Erstaufführung von Maxim Gorkis „Familie Sydow“ im Jahr 1920 zum Ausdruck. Ulbrich initiierte 1919 die Gründung der Hochschule für Schauspielkunst am Meininger Theater. Die Bühne entwickelte sich weiterhin ab 1919 zu einer bedeutenden expressionistischen Bühne in Deutschland. Ulbrich ließ eine ganze Reihe von neuen Stücken avantgardistischer Schriftsteller und Dramatiker aufführen, von denen nicht wenige Uraufführungen in Anwesenheit der Künstler waren. Die bekanntesten Uraufführungen waren „Die jüdische Witwe“ von Georg Kaiser (1921), „Gobsek“ von Walter Hasenclever (1922) und „Die Feindlichen“ von Johannes Schlaf (1923). Mit einigen Autoren wie Georg Kaiser oder Anton Wildgans arbeitete das Theaterensemble eng zusammen. Bekannte Schauspieler großer Bühnen, darunter Albert Bassermann und Maria Fein, gaben mehrere Gastspiele. Diese große Zeit des Expressionismus endete 1926. Bis zum Ende des Zweiten Weltkrieges verlief der Theaterbetrieb ohne weitere Höhepunkte.

### 1945 bis 1990

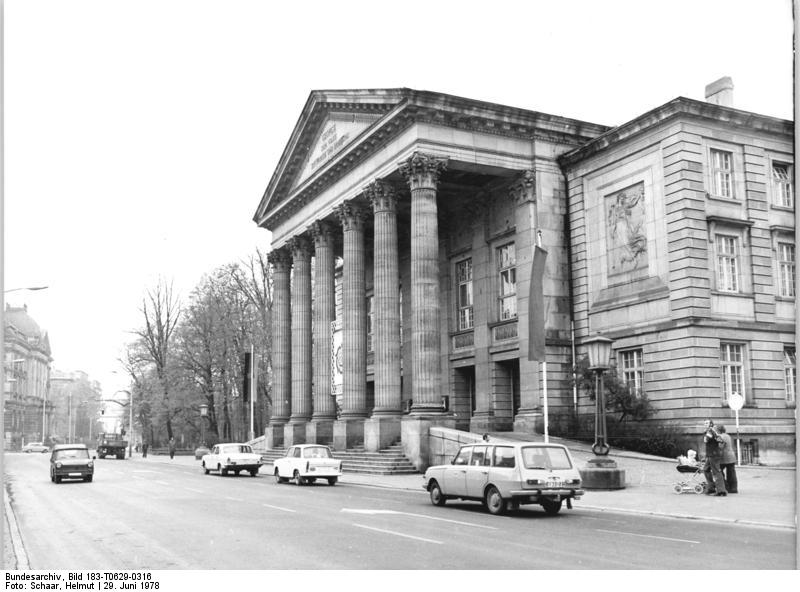
Meininger Theater 1978

Im Krieg nur leicht beschädigt, wurde das Theater am 2. Juni 1945 mit einer Tanzshow für amerikanische Soldaten wiedereröffnet. Am 7. Juni folgte als Theaterstück Gerhart Hauptmanns Die versunkene Glocke. Von 1947 bis 1954 führte Fritz Diez als Intendant recht erfolgreich das Haus. 1952 bekam das Theater eine Drehbühne. Nach Auflösung des Landes Thüringen 1952 erhielt das Haus den neuen Namen Das Meininger Theater, den es bis 2017 innehatte. Die Landeskapelle wurde in Orchester des Meininger Theaters umbenannt.
Von 1956 bis 1960 gab es unter dem Intendanten Alexander Reuter und dem noch jungen Regisseur Fritz Bennewitz eine weitere Blütezeit, als diese viele Werke von Brecht zur Aufführung brachten und Meiningen in der DDR zur zweiten Brecht-Bühne nach Berlin wurde. Eine herausragende Bedeutung hatte dabei die DDR-Erstaufführung der Dreigroschenoper. Von 1957 bis 1991 bespielte das Meininger Theater in den Sommermonaten das neuerbaute, im Thüringer Wald gelegene Naturtheater Steinbach-Langenbach. Eine vielbeachtete DDR-Erstaufführung inszenierte das Theater 1972 mit Napoleon oder Die hundert Tage von Christian Dietrich Grabbe. 1986 gründete sich als neue Sparte das Puppentheater mit anfangs 16 Mitgliedern. Das Haus unterhielt jetzt die fünf Sparten Schauspiel, Musiktheater, Ballett, Konzert und Puppentheater. Die Räumlichkeiten des Theaters reichten für die gewachsenen Aufgaben nicht mehr aus. So entstanden in den Jahren 1987 bis 1991 neue moderne Funktionsgebäude mit einer Probebühne, einem Ballettsaal und einem Restaurant.
Während der politischen Wende in der DDR organisierte Intendant Jürgen Juhnke in seinem Haus Ende Oktober und Anfang November 1989 drei Bürgerforen, in denen sich regionale, überwiegend SED-Führungspersönlichkeiten vom Kreis und Bezirk der Bevölkerung zur Rede und Antwort stellen mussten. Mitglieder des Theaters, die der Bürgerbewegung „Demokratie Jetzt“ angehörten, veranstalteten am 19. November 1989 die um diese Zeit größte, nicht von der Kirche organisierte Demonstration der Stadt mit mehr als 10.000 Teilnehmern. Beginnend am Theater und zum Markt führend wurde für die Presse-, Meinungs- und Versammlungsfreiheit demonstriert (→ Wende in Meiningen).

### Eine neue Blütezeit
Von 1990 bis 2017 wurde das Meininger Theater als Südthüringisches Staatstheater geführt. 1991 gestalteten die Theaterleute die neue Probebühne zur zweiten, kleineren Spielstätte namens Georgie’s Off um. Das Haus erlebte in den nächsten Jahren unter den Intendanten Ulrich Burkhardt, Christine Mielitz und Ansgar Haag eine neue Blüte. Eine Reihe von bekannten Regisseuren entdeckten nach der Wende das Meininger Theater neu, um hier zu inszenieren, darunter Klaus Maria Brandauer, Loriot, August Everding, Brigitte Fassbaender und Angelica Domröse. Der Grieche Mikis Theodorakis brachte 1995 sein Stück Medea zur deutschen Erstaufführung. In den 1990er Jahren konnte ein großes Stammpublikum gewonnen werden, das nicht nur aus Meiningen und der Region, sondern auch aus Unterfranken und Hessen stammt. Internationales Aufsehen erregte die Produktion von Richard Wagners Der Ring des Nibelungen im Jahr 2001 (Regie: Christine Mielitz, Musikalische Leitung: Kirill Petrenko). Zum ersten Mal wurde das komplette Werk, wie von Wagner gewünscht, von ihm selbst aber nie erreicht, an vier aufeinanderfolgenden Tagen gespielt. Im selben Jahr wurde die „Ballettschule am Meininger Staatstheater“ gegründet.

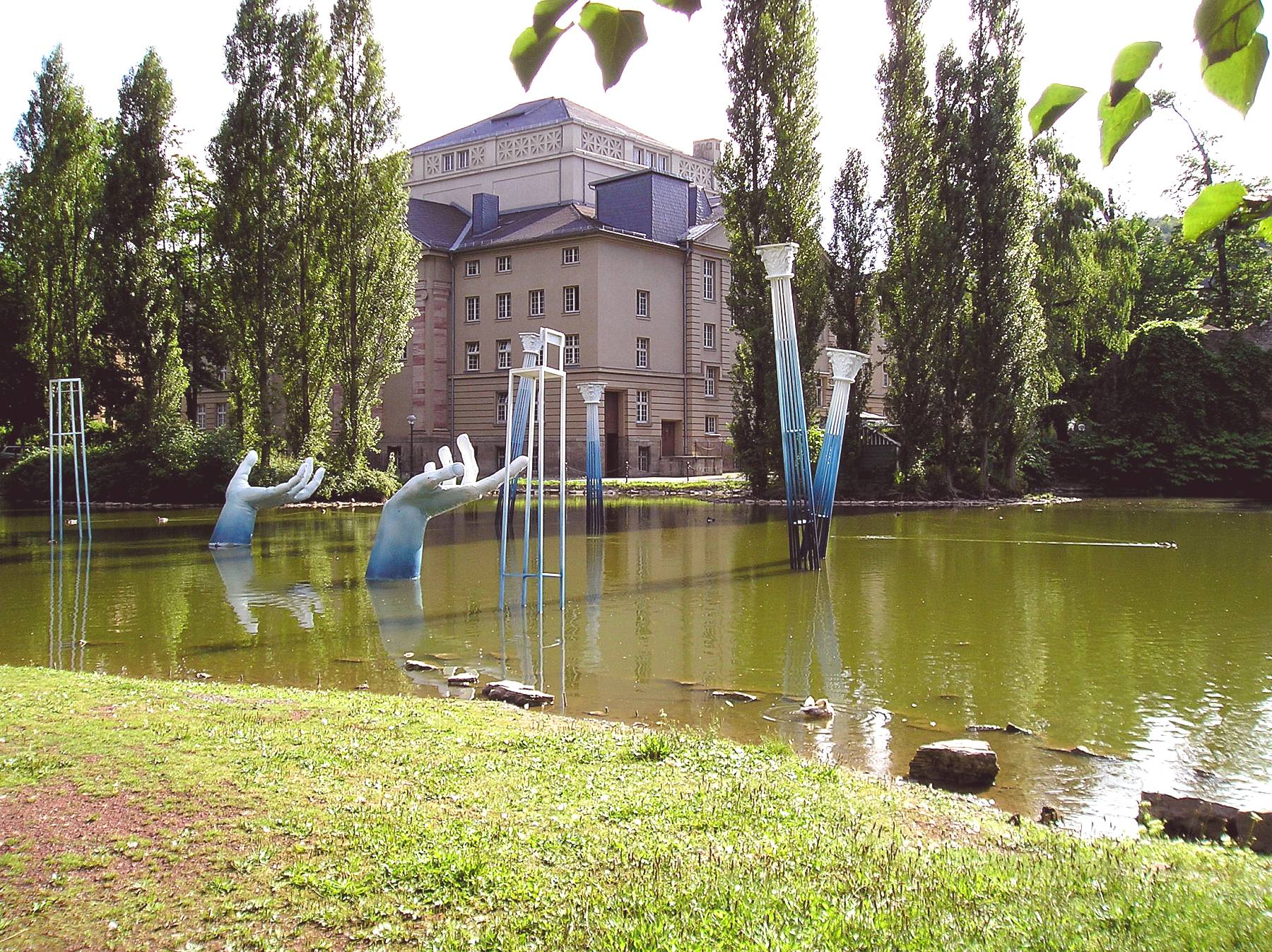
Kulissen für Faust II im Englischen Garten (2007)

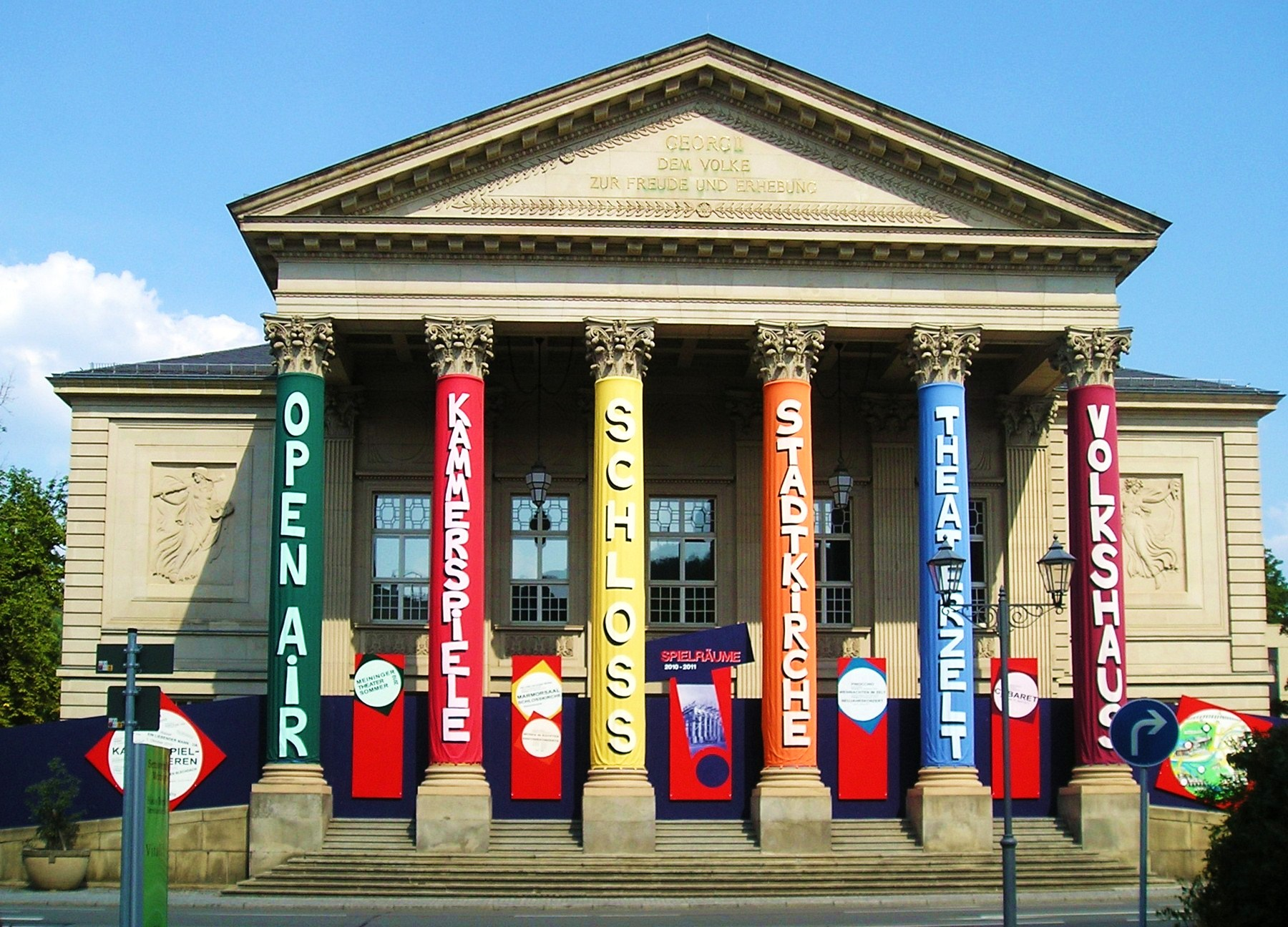
Auf diese Weise machte das Theater auf die Ausweichspielorte während der Generalsanierung 2010/11 aufmerksam

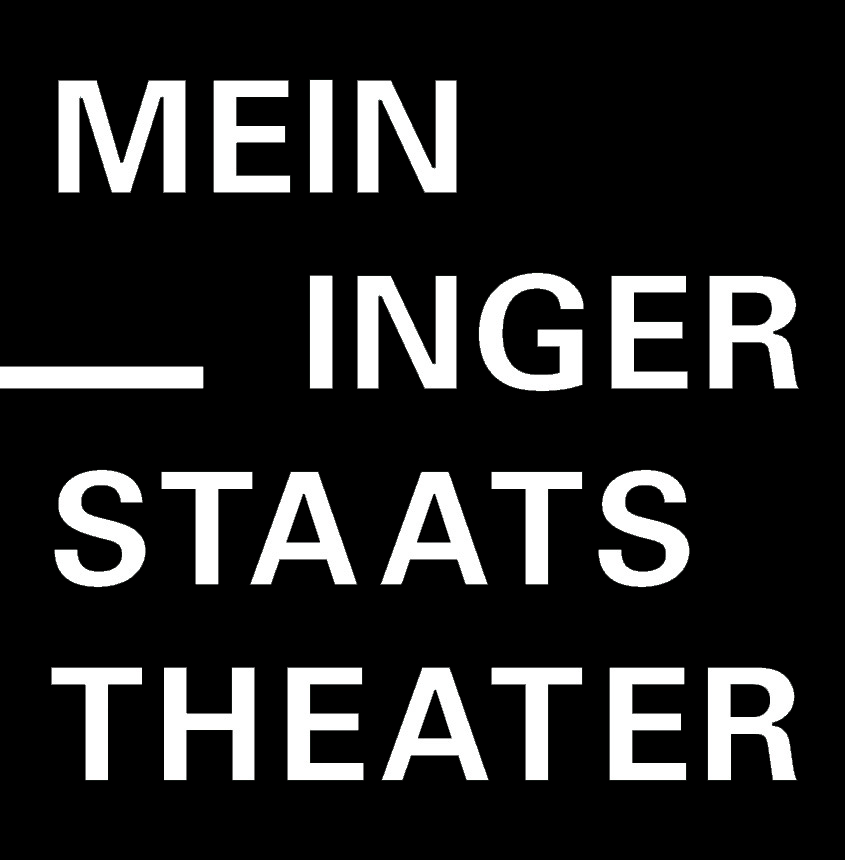
Logo von 2017 bis 2021

Nach dem Weggang von Christine Mielitz 2002 wählte die Kulturstiftung Meiningen mit Res Bosshart vom Hamburger Kulturzentrum Kampnagel einen Vertreter des modernen, experimentellen Theaters zum Intendanten des Hauses. Ein durch einen Sparkurs der Thüringer Landesregierung geplantes Zusammengehen mit dem Eisenacher Landestheater und die Auflösung des Puppentheaters konnte mit Demonstrationen der Theatermitarbeiter in Meiningen und Erfurt erfolgreich abgewendet werden. Die für das Jahr 2004 ebenfalls geplante Auflösung des Ballettensembles ließ sich aber nicht verhindern. Während der Amtszeit von Res Bosshart sanken die Besucherzahlen auf einen historischen Tiefpunkt, da ein Teil des Theaterpublikums seine Inszenierungen ablehnte. Der Vertrag mit Res Bosshart wurde daraufhin von der Kulturstiftung vorzeitig aufgelöst.
Seit 2005 wird das Meininger Theater in den Sparten Musiktheater, Schauspiel und Puppentheater von Ansgar Haag geführt. Er konnte mit einer ausgewogenen Mischung der Genres wieder einen Anstieg der Besucher- und Abonnentenzahlen erreichen. Im Rahmen der 175-Jahr-Feier des Theaters 2006 erhielt das Orchester seinen ursprünglichen Namen Meininger Hofkapelle zurück. Die Hofkapelle bereichert mit regelmäßigen Sinfonie-, Foyer- und Jugendkonzerten das Angebot des Hauses. Im Frühjahr 2007 bezog die Abteilung Theaterkasse neue Räume in einem sanierten Nachbargebäude, eines ehemaligen Kaufhauses und Schule, den sogenannten Kammerspielen. Dort wurden auch das Theater-Bistro La musica und die Städtische Galerie ada eingerichtet.
Eine große überregionale Beachtung fanden die Schauspiele Faust I und Faust II von Goethe, die am 17. und 18. Mai 2007 erstmals an zwei aufeinander folgenden Tagen im Großen Haus und im angrenzenden Englischen Garten aufgeführt wurden. Für diese Leistung erhielt das Meininger Theater die Auszeichnung „Ausgewählter Ort 2007“ der Standortinitiative „Deutschland – Land der Ideen“. Im Sommer 2008 verfilmte das ZDF diese Inszenierungen für die bundesdeutsche Schulmedienproduktion. Die Aufzeichnung ist als Doppel-DVD beim Theater erhältlich. Mit „Elisabeth, Der Freikauf“ von Herbert Meier und dem Jugendtheaterstück Asphalt Tribe von Morton Rhue brachte das Theater im Jahr 2007 zwei Uraufführungen auf die Bühne.
Am 20. Juni 2008 erfolgte die Eröffnung der Kammerspiele mit der Premiere des Schauspielprojektes „Metamorphosen“. In dieser zwischen 116 und 162 Zuschauer fassenden Spielstätte, ausgestattet mit modernster Theatertechnik, werden Aufführungen, Projekte und Aktionen experimenteller und avantgardistischer Kunst insbesondere für das junge und jung gebliebene Publikum durchgeführt.

### Ab 2010
Von Juni 2010 bis Oktober 2011 wurde eine Generalsanierung des Großen Hauses durchgeführt, die für diese Zeit externe Ausweichbühnen in Meiningen als Aufführungsorte notwendig machten. Die Sanierung konzentrierte sich auf die Modernisierung und Erweiterung des Bühnenhauses samt kompletter Technik, das um fünf Meter verlängert wurde und neue Drehbühnen erhielt sowie die farbliche Erneuerung und Neumöblierung des Zuschauerraumes. Die Wiedereröffnung des Theaters fand am 9. Dezember 2011 mit Shakespeares Maß für Maß im Beisein von Ministerpräsidentin Christine Lieberknecht statt. Seit der Spielzeit 2014/15 existiert am Theater die Bürgerbühne Meiningen unter der Leitung von Gabriela Gillert. Menschen aus Meiningen und der Region haben hier die Möglichkeit, selbst auf der Bühne zu stehen. Sie produzieren drei Inszenierungen pro Spielzeit, die in den Kammerspielen aufgeführt werden.
Das Südthüringische Staatstheater Meiningen wurde 2017 in „Meininger Staatstheater“ inklusive neuem Logo umbenannt. Seit 2018 ist die Betriebswirtin Karolin Loh Verwaltungsdirektorin, deren Stelle davor ab 2016 Ulrich Katzer belegte. Neue Direktorin des Meininger Puppentheaters wurde 2019 Kora Tscherning, die die langjährige Leiterin Maria C. Zoppeck ablöste. Die Sparte Puppentheater mit dem Auftrittsort Kammerspiele besteht neben Kora Tscherning aus einem Stamm von drei Puppenspielern, sieben Gastspielern und einem dutzend Mitarbeitern im Bereich Öffentlichkeitsarbeit, Ausstattung und Technik.
Das Theater wird ab der Spielzeit 2021/2022 von dem Intendanten Jens Neundorff von Enzberg geleitet. Des Weiteren erhielt das Theater die neue offizielle Bezeichnung „Staatstheater Meiningen“ mit einem wiederum neuen Logo. Am 12. September 2021 wurde eine neue Spielstätte in der „Kleinkunstbühne Rautenkranz“ im Meininger Stadtzentrum für die Sparte Junges Staatstheater, das Junges Theater, Junge Musik und Puppentheater auf einer eigenen Bühne vereint, eröffnet.

## Spielstätten und Gebäude

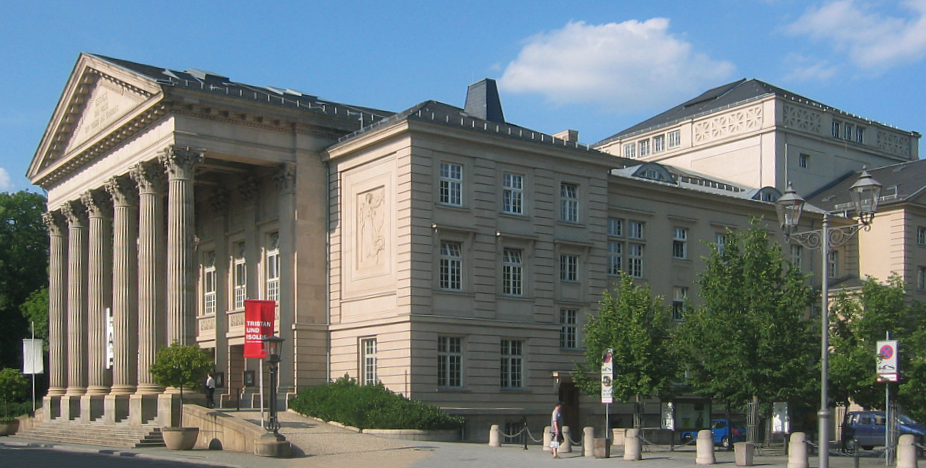
Großes Haus

Das Staatstheater Meiningen liegt nördlich der Historischen Altstadt an der repräsentativen Bernhardstraße, hinter den Theatergebäuden erstreckt sich der Englische Garten. Baulich besteht das Theater aus einem Gebäudekomplex, das von dem Großen Haus, den Funktionsgebäuden mit Verwaltung, Probebühnen, Restaurant und den Kammerspielen gebildet wird. Alle Gebäude sind mit verglasten Übergängen verbunden. Ergänzt wird der Komplex von dem etwas abseits stehenden Kulissenhaus mit Theaterwerkstätten und Fahrzeughalle.

### Großes Haus

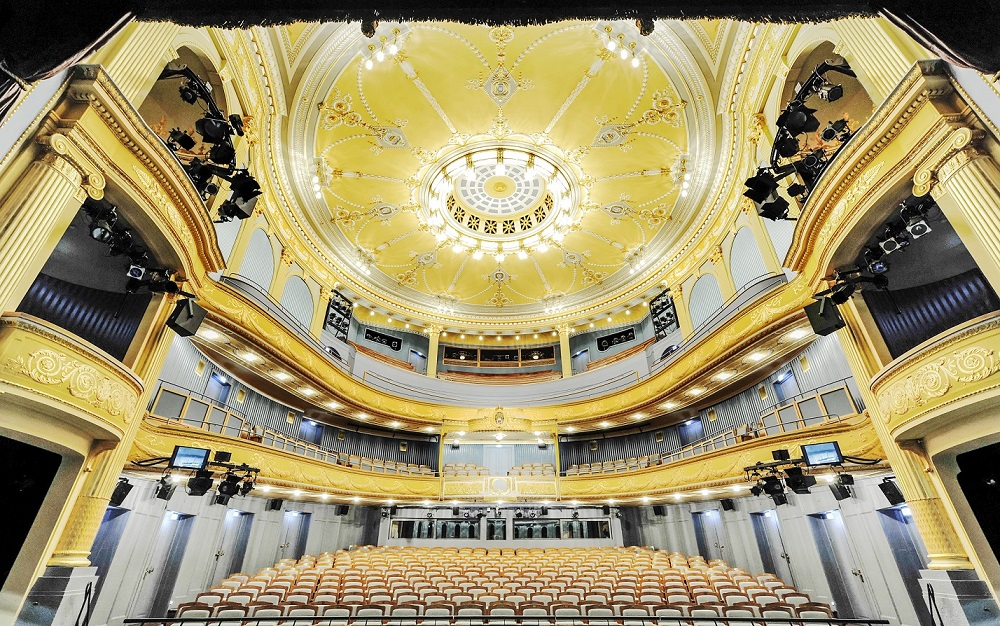
Großes Haus – Blick in den Saal

Bauherr für das Große Haus war Herzog Georg II. von Sachsen-Meiningen, der das Bauwerk mit 1,5 Millionen Mark aus seinem Privatvermögen selbst finanzierte. In seinem Auftrag errichtete Hofbaurat und Architekt Karl Behlert von 1908 bis 1909 in nur 20 Monaten das Theater, das am 17. Dezember 1909 mit Wallensteins Lager von Friedrich Schiller eröffnet wurde. Das neoklassizistische Bauwerk ersetzte das erste, 1831 eingeweihte und am 5. März 1908 abgebrannte klassizistische Hoftheater.
Das Große Haus nimmt eine Grundfläche von 2304 m² ein. Die Westfassade an der Bernhardstraße wird von einer Vorhalle geprägt, deren klassizistischer Giebel von sechs korinthischen Säulen und ebenso vielen korinthischen Pilastern getragen wird. Im Tympanonfeld des Giebels ist mit goldenen Lettern die Inschrift „Georg II Dem Volke zur Freude und Erhebung“ angebracht. Zur Vorhalle führen eine breite Treppenanlage und zwei Auffahrtrampen. Die Wände links und rechts der Vorhalle werden von zwei großflächigen Reliefs mit der Darstellung von Thalia, der heiteren und Melpomene, der ernsten Muse eingenommen. Geschaffen wurden diese nach einem Entwurf von Prinz Ernst von Sachsen-Meiningen. Die Ostfassade am Bühnenhaus zur Parkseite hin bildete einst die vom Brand verschonte Front des ersten Hoftheaters. Behlert ließ die gesamte Wand mit den ionischen Pilastern Stein für Stein an ihren neuen Platz versetzen. Sie dient als Erinnerung an die große Tradition des Hoftheaters im 19. Jahrhundert. Die äußere bauliche Hülle des Theaters besteht aus massivem hellem Sandstein.

#### Vestibül
In das im Empirestil gehaltene Vestibül des Großen Hauses führen von der Vorhalle fünf doppelflügelige Eingangstüren. An der mittleren Tür sind zwei bronzene Theatermasken, eine heitere und eine tragische, angebracht. Die vom Bildhauer Reinhold Begas gefertigten Masken waren einst ein Geschenk von Schauspielern für Georg II. und Helene zu deren Silberhochzeit im Jahr 1898. Geschmückt ist die Halle an der rechten Wand mit dem Relief vom Regisseur und Intendanten Ludwig Chronegk, der Boden besteht aus Carrara-Marmor. Links befindet sich die heute nicht mehr benutzte Kasse. Durch eine Säulenreihe, die mit griechischem Marmor verkleidet ist, gelangt man in das innere Vestibül, das dreiseitig den Zuschauerraum umschließt. Der Boden fällt hier analog dem Zuschauerraum in Richtung Bühnenhaus. Hier befinden sich die Garderoben und die Treppenhäuser mit dem Zugang in das Foyer und die oberen Ränge.

#### Foyer und Zuschauerraum

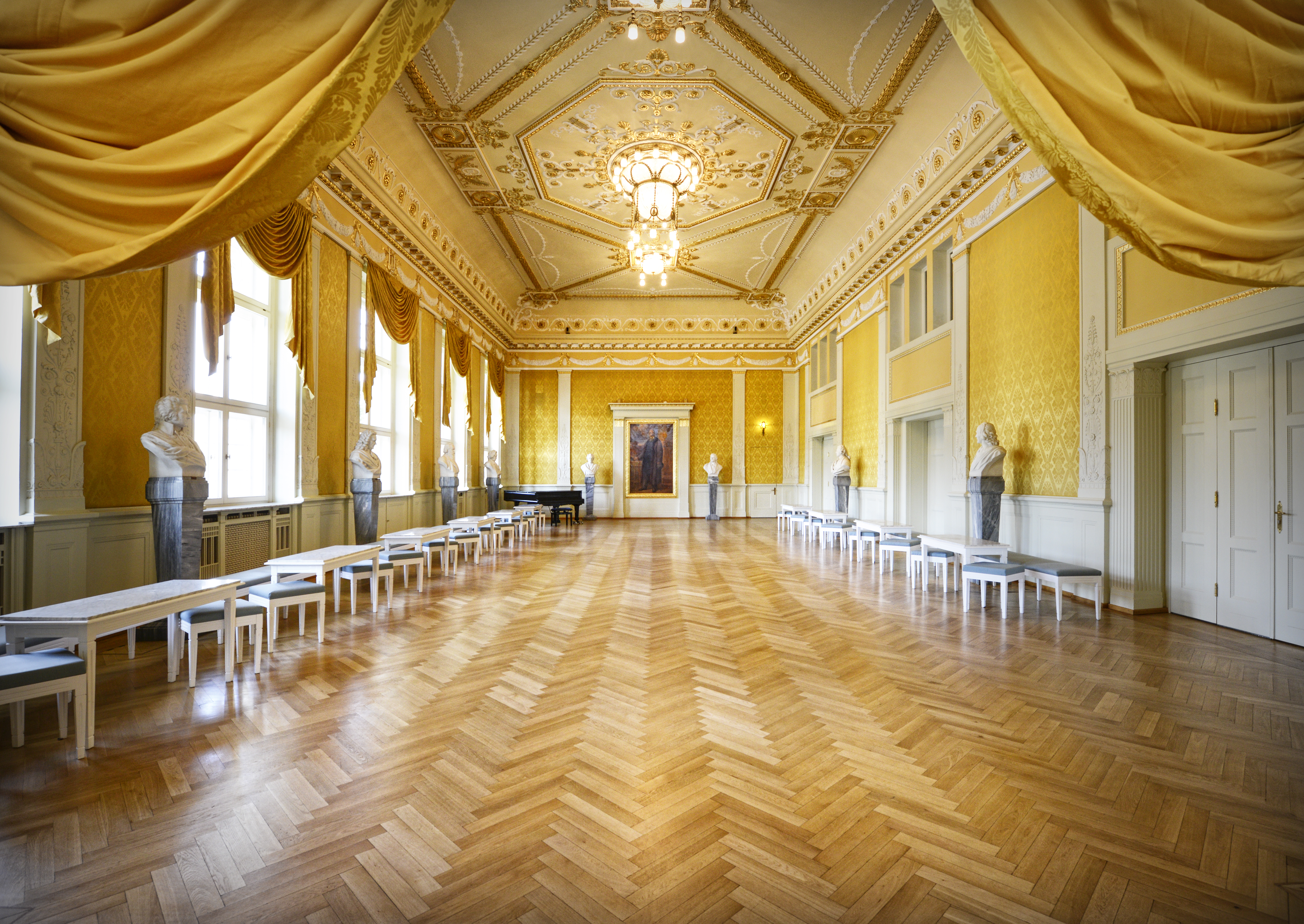
Foyer im Großen Haus

Das ebenfalls im Empirestil gehaltene Foyer des Hauses liegt über der Eingangshalle im ersten Rang. Die Wände des Foyers sind mit gelbem Seidendamast verkleidet, die Ornamente der übrigen in Weiß ausgeführten Innenarchitektur sind vergoldet. Der Zuschauerraum, dessen Wände mit seidenen Stoffbezügen, die Brüstungen und Decken mit dezentem Goldschmuck verziert sind, wird von einer flachen Kuppel (Plafond) überspannt, in deren Mitte sich die Beleuchtung mittels Leuchtgruppen in einem Kristallkranz mit konzentrischen Kreisen befindet und mit dem Plafond verschmolzen scheint. Die Bühne ist 21 m breit, 15,50 m tief und bis zum Schnürboden 16,50 m hoch. Die Größe der Spielfläche beträgt 14,50 × 14 m. Sie ist unter anderem mit einer Drehscheibe von 11,50 m Durchmesser und sechs Laufbrücken ausgestattet und lässt sich in ihrer ganzen Tiefe in Abständen von zwei Metern versenken. Die Gesamthöhe des Bühnenhauses beträgt 22 Meter. Der Hauptvorhang mit dem Motiv „Der Parnass“ nach Raffael ist eine Stiftung und das letzte Werk des Malers und Dichters Arthur Fitger. Das Haus hat eine Kapazität von 726 Sitzplätzen, die sich auf das Parkett und drei Ränge verteilen. Darunter befinden sich zwei herzogliche Logen am Proszenium mit insgesamt acht Plätzen und die Fremdenloge im ersten Rang mit 30 Plätzen, die einst für besondere Gäste des Herzogs vorbehalten waren.

#### Marmorbüsten
Im Foyer befinden sich auf grauen Marmorpodesten die Marmorbüsten von den Dichtern und Komponisten William Shakespeare, Johann Wolfgang von Goethe, Friedrich Schiller, Wolfgang Amadeus Mozart, Johann Sebastian Bach, Gotthold Ephraim Lessing, Heinrich von Kleist, Johannes Brahms und Ludwig van Beethoven. Im Vestibül stehen an der linken Wand und den Säulen die Büsten von Otto Ludwig, Franz Grillparzer und Richard Wagner, die neben Brahms eng mit dem Hoftheater verbunden waren. Die Marmorbüsten wurden vom Bildhauer Otto Lessing aus Berlin gefertigt. Auftraggeber waren wohlhabende und einflussreiche Bürger der Stadt Meiningen, die damit einen Beitrag zur Ausschmückung des neuen Theatergebäudes leisteten. Die Auswahl der Künstler nahm Herzog Georg II. vor, der damit von ihm hochgeschätzte und für das Hoftheater wichtige Künstler berücksichtigte. Dies betraf insbesondere Shakespeare, Kleist, Schiller und Grillparzer, deren Werke während der Reisezeit der Meininger am meisten aufgeführt wurden.

### Kammerspiele

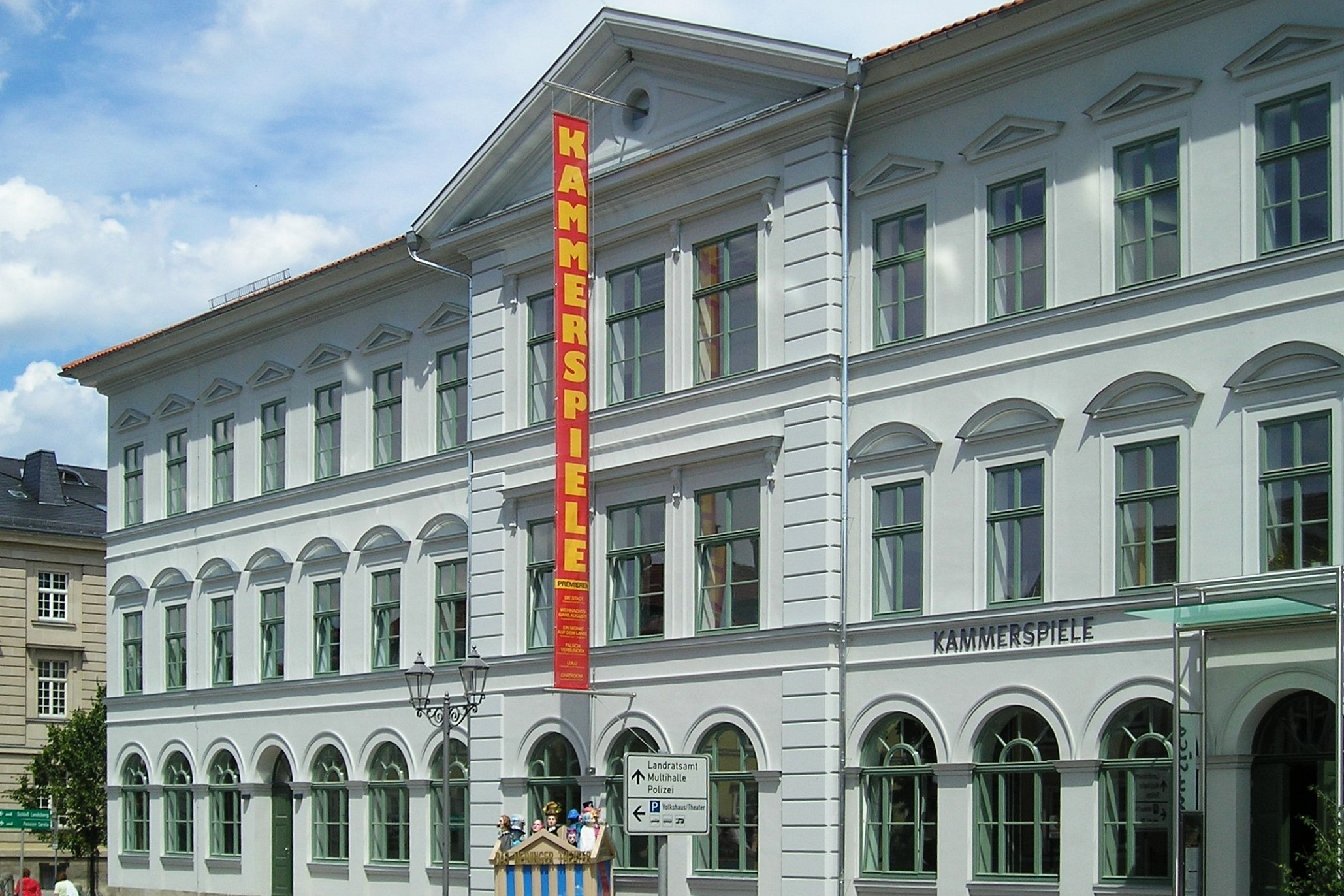
Kammerspiele

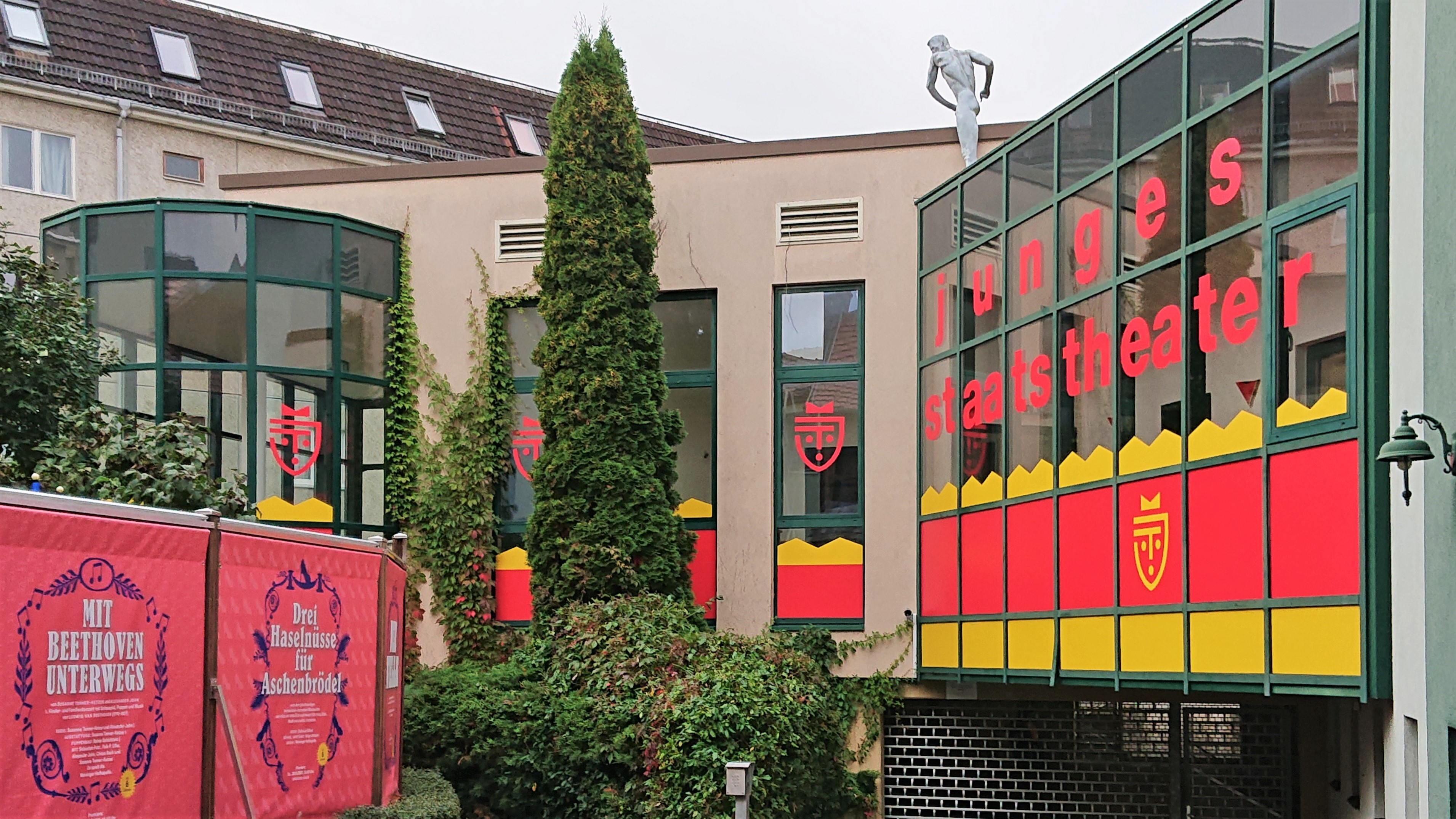
Junges Staatstheater

Die Kammerspiele wurden am 20. Juni 2008 eröffnet. Das Gebäude, in dem die Kammerspiele untergebracht sind, liegt direkt neben dem Großen Haus Richtung Altstadt und wurde 1833 als ein jüdisches Kaufhaus erbaut. Einige Jahre später aufgestockt, fungierte es bis in die 1990er Jahre als Schulgebäude. Das Bauwerk kam 2006 in den Besitz der Stadtwerke Meiningen, die es aufwändig sanieren und umbauen ließen. Die Kammerspiele belegen den Nordflügel des großen Gebäudes, der Südflügel wird von der Galerie „ada“ und einer Bildungseinrichtung eingenommen. Das Haus besitzt eine klassizistische Fassade. Beim Flügel mit den Kammerspielen blieb nur die Fassade erhalten, dahinter befindet sich ein kompakter, neu errichteter hochmoderner Theaterbau. Bühne und Zuschauerraum sind überwiegend in schwarz gehalten. Variabel einsetzbare Tribünen ermöglichen verschiedene Raumaufteilungen, die Platz für 116 bis 162 Besucher bieten. Die Kammerspiele ersetzen die Studio- und Probebühne „Georgie's Off“ als Spielstätte, die sich in einem Funktionsgebäude befindet. Die dortige geringe Platzanzahl von 90 und die Überlastung als Probebühne und Aufführungsstätte machten dies notwendig.
Im Laufe der Sanierung der Stadtwerke Meiningen, dem Voreigentümer des Gebäudes und Grundstücks, war betriebswirtschaftlich entschieden worden, sich von nicht-betriebsnotwendigem Vermögen zu trennen. Die Kulturstiftung Meiningen-Eisenach hat das Gebäude nun erworben. Finanziers der gemeinnützigen Stiftung sind die Stadt Meiningen, der Landkreis Schmalkalden-Meiningen, die Stadt Eisenach, der Wartburgkreis und der Freistaat Thüringen. Im Januar 2023 wurde bekanntgegeben, dass das betreffende Gebäude in der Bernhardstr. 3/3a durch den Kauf in den Besitz des Theaters übergegangen ist, sodass diese Spielstätte nunmehr dauerhaft gesichert ist.

### Rautenkranz
Die Kleinkunstbühne „Rautenkranz“ befindet sich in der Meininger Altstadt und ist seit der Spielzeit 2021/22 die Hauptspielstätte der Sparte Junges Staatstheater, zunächst auf Zeit. Die Spielstätte mit ca. 80 Plätzen beherbergt das Junge Theater, die Junge Musik und das Puppentheater.

### Kulissenhaus und Funktionsgebäude
Das Kulissenhaus ist ein modernes Gebäude, das 1995 an Stelle der alten Theaterwerkstätten erbaut wurde. Es besitzt ein steiles Walmdach und einen dominierenden Mittelrisalit, der dem dort befindlichen Malsaal genügend Raum bietet. In dem Gebäude sind weitere Werkstätten und der Fuhrpark untergebracht. Die Funktionsgebäude wurden von 1988 bis 1991 in moderner Architektur in Plattenbauweise errichtet. Zwei der drei Gebäude sind viergeschossig, besitzen eine braun getönte Verglasung und sind mit einer verglasten Brücke verbunden. Weitere Übergänge führen von dort in das Große Haus und in die Kammerspiele. Diese beiden Funktionsgebäude beherbergen neben der Theaterleitung einen Ballettsaal, Magazine und das Theaterrestaurant „Herzog Georgs Inn“. An eines dieser Häuser ist als drittes Gebäude die Probebühne mit einem ebenerdigen Verbindungsgang angeschlossen. Die Probebühne bietet eine Szenenfläche mit 16 m Breite und 10 m Tiefe.

## Sonderveranstaltungen

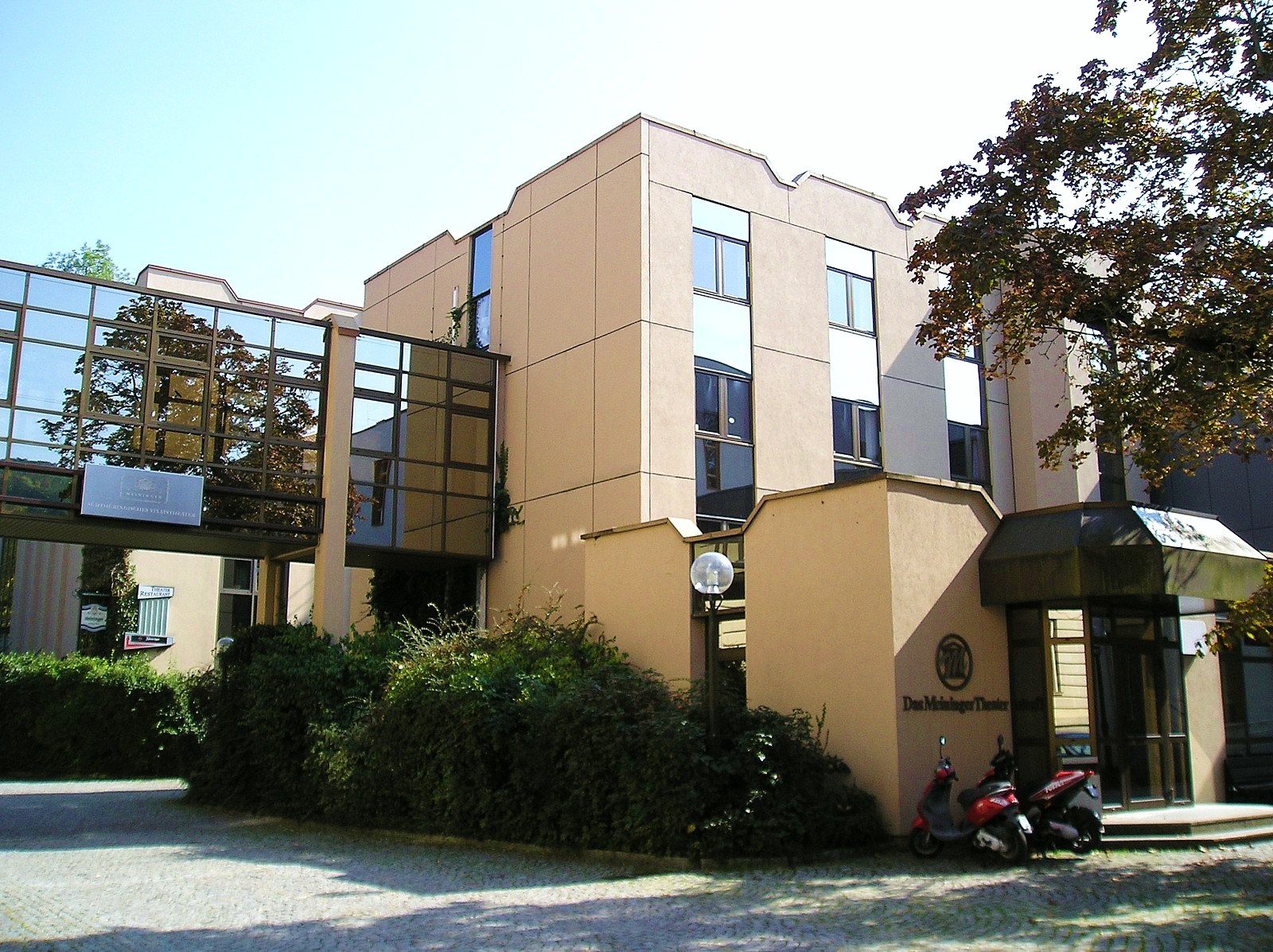
Verwaltungsgebäude

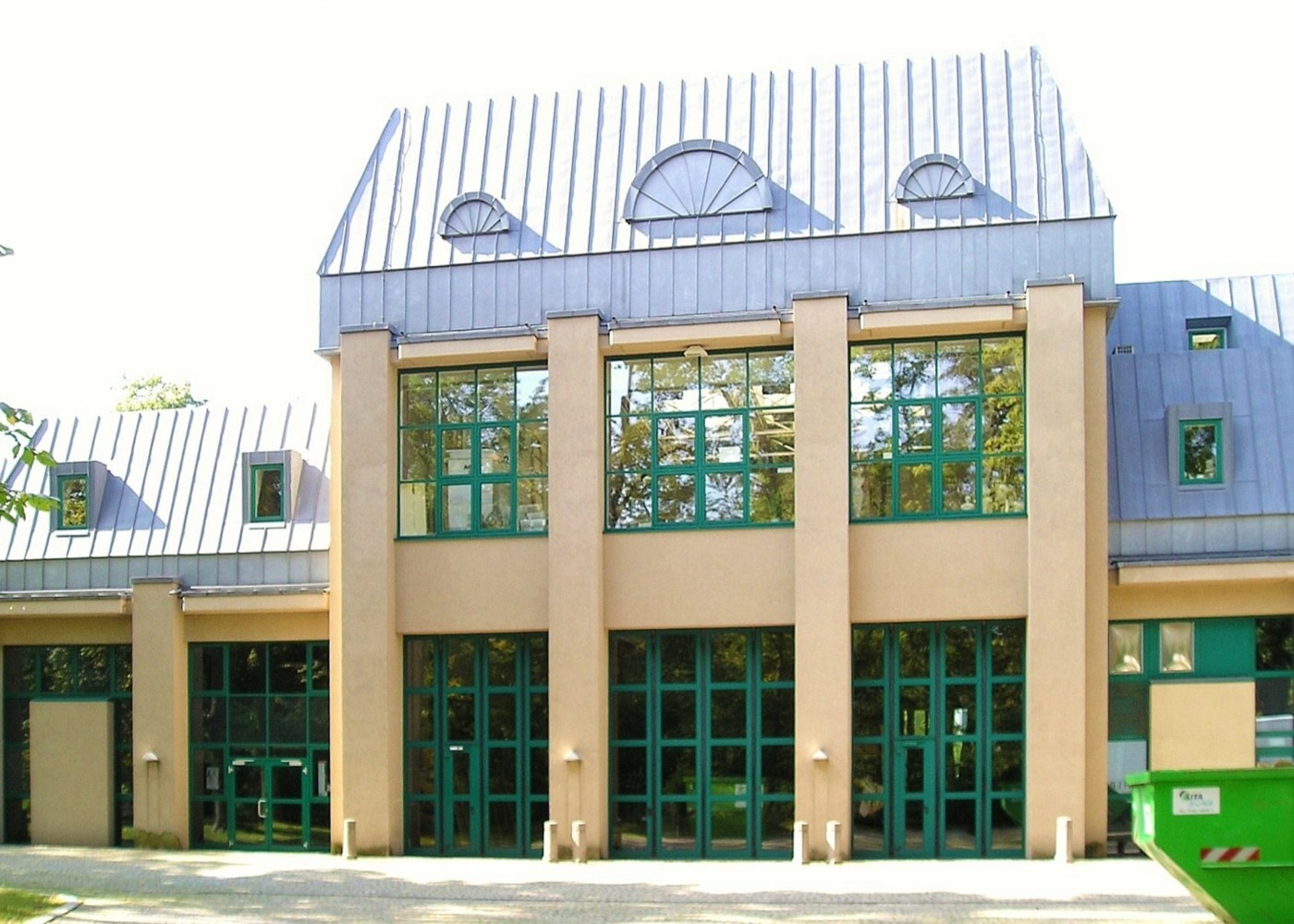
Werkstätten

Alle zwei Jahre im Januar oder Februar veranstaltet das Theater an zwei Tagen den Meininger Bühnenball, der sich zu einem gesellschaftlichen Großereignis in Thüringen entwickelt hat. Das Fest ist Treffpunkt der südthüringischen Prominenz aus Kultur, Politik und Wirtschaft und zieht zahlreiche Gäste aus nah und fern an.
Zum Abschluss der Spielzeit findet im Wechsel mit dem Bühnenball als zweites großes Event das Sommerfest des Meininger Theaters rund um das Große Haus und im Englischen Garten statt.
Einmal im Monat können an einem Sonntagmorgen insbesondere junge Gäste mit der Theatermaus das Theater kennenlernen, Einblicke in neue Stücke gewinnen und sich an Spielen und anderen Aktivitäten beteiligen.

## Intendanten
- 1845–?? Heinrich Otto Stotz[25]
- vor 1855[26]–1860 Hans Carl Polycarp Sillich[27]
- 1860–1863 Freiherr von Stein
- 1863–1867 Karl Grabowski
- 1867–1869 Friedrich von Bodenstedt
- 1869–1880 Carl Grabowski
- 1884–1891 Ludwig Chronegk
- 1891–1906 Paul Richard
- 1906–1909 Otto Osmarr
- 1909–1913 Max Grube
- 1913–1919 Otto Osmarr
- 1919–1924 Franz Ulbrich
- 1924–1926 Franz Nachbaur
- 1927–1934 Willy Loehr
- 1936–1940 Rolf Prasch
- 1945–1946 Friedrich Tartler
- 1947–1954 Fritz Diez
- 1954–1969 Alexander Reuter
- 1969–1974 Albert Bussmann
- 1974–1981 Wilhelm Thielmann
- 1981–1990 Jürgen Juhnke
- 1990–1997 Ulrich Burkhardt
- 1998–2002 Christine Mielitz
- 2002–2005 Res Bosshart
- 2005–2021 Ansgar Haag
- ab 2021 Jens Neundorff von Enzberg

## Berühmte Darsteller
In der langen Geschichte der Bühne waren am Meininger Theater zahlreiche bekannte Darsteller engagiert oder in Gastrollen tätig. Insbesondere Ende des 19. und Anfang des 20. Jahrhunderts begannen hier berühmte Mimen als Eleven oder Debütanten ihre Karriere. Zu ihnen gehörten Josef Kainz (1877–1880), Albert Bassermann (1890–1894) und Helene Thimig (1908–1911).
In der → Liste bekannter Schauspieler am Meininger Theater sind in einer Auswahl weitere Schauspieler, Sänger und Tänzer aufgeführt.

## Statistik
In der Statistik sind die zusammengefassten Besucherzahlen vom Großen Haus, der Kammerspiele und Gastspielen, die Auslastung des Großen Hauses sowie die Anzahl der Aufführungen seit der Spielzeit 1993/94 aufgeführt. Für die Jahre 2017 bis 2021 beträgt der jährliche Zuschuss des Freistaats Thüringen 13,77 Millionen Euro. Der Landkreis Schmalkalden-Meiningen und die Stadt Meiningen beteiligen sich mit je 1,72 Millionen Euro.
| Spielzeit | Besucher | Auslastung in % | Aufführungen |
| --------- | -------- | --------------- | ------------ |
| 1993/1994 | 185.217  | 84              | 481          |
| 1994/1995 | 188.273  | 85              | 502          |
| 1995/1996 | 134.056  | 60              | 509          |
| 1996/1997 | 200.181  | 90              | 476          |
| 1997/1998 | 201.605  | 91              | 529          |
| 1998/1999 | 181.542  | 82              | 507          |
| 1999/2000 | 174.991  | 79              | 493          |

| Spielzeit | Besucher | Auslastung in % | Aufführungen |
| --------- | -------- | --------------- | ------------ |
| 2000/2001 | 171.132  | 77              | 461          |
| 2002/2003 | 159.018  | 72              | 500          |
| 2003/2004 | 142.152  | 64              | 507          |
| 2004/2005 | 128.348  | 58              | 503          |
| 2005/2006 | 155.794  | 70              |              |
| 2006/2007 | 167.600  | 75              |              |
| 2007/2008 | 172.665  | 78              | 555          |

| Spielzeit | Besucher | Auslastung in % | Aufführungen |
| --------- | -------- | --------------- | ------------ |
| 2011/2012 | 163.532  | 78              |              |
| 2012/2013 | 154.683  | 75              |              |
| 2014/2015 | 160.561  | 74              | 583          |
| 2015/2016 | 158.763  | 81              | 588          |
| 2016/2017 | 157.925  | 80              | 556          |
| 2017/2018 | 154.954  | 82              | 527          |
| 2023/2024 | 156.000  | 85              | >500         |